# Stazione di Meißen
La stazione di Meißen è la principale stazione ferroviaria della città tedesca di Meißen. È posta sulla linea Borsdorf-Coswig.

## Storia
Nel 1838 venne attivata la ferrovia Lipsia-Dresda, corrente alcuni chilometri ad est dell'importante città di Meißen, che non poté essere servita direttamente a causa dell'orografia della zona; venne pertanto progettata una breve diramazione, che dalla stazione di Coswig avrebbe raggiunto la città.
Dopo molti anni di discussioni infruttuose, tale breve linea venne approvata nel 1858 e i lavori nel luglio del 1860, concludendosi rapidamente il 1º dicembre dello stesso anno.
La stazione di Meißen fu dotata di un fabbricato viaggiatori in stile neorinascimentale posto parallelamente ai binari, in posizione predisposta per il previsto prolungamento della linea, che venne infine attivato il 22 dicembre 1868.
Dopo la prima guerra mondiale il fabbricato viaggiatori d'origine, non più rispondente alle esigenze dell'utenza, venne sostituito da un nuovo edificio nello stile della "nuova oggettività", progettato dall'architetto Wilhelm Kreis; il nuovo fabbricato, aperto il 15 dicembre 1928, costituisce insieme a quello di Stoccarda uno dei più importanti esempi di architettura ferroviaria della Repubblica di Weimar.

## Galleria d'immagini

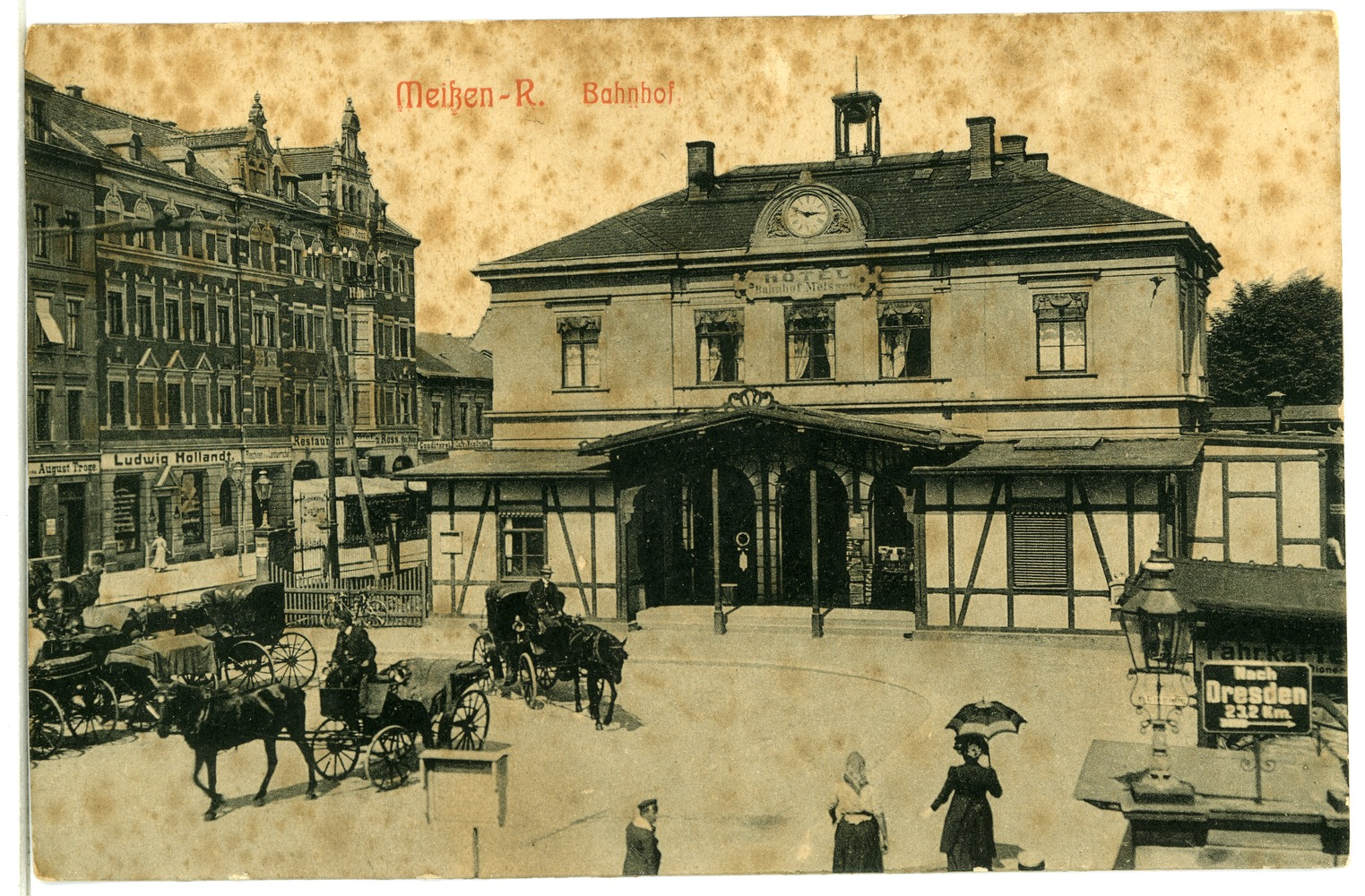
Il primo fabbricato viaggiatori
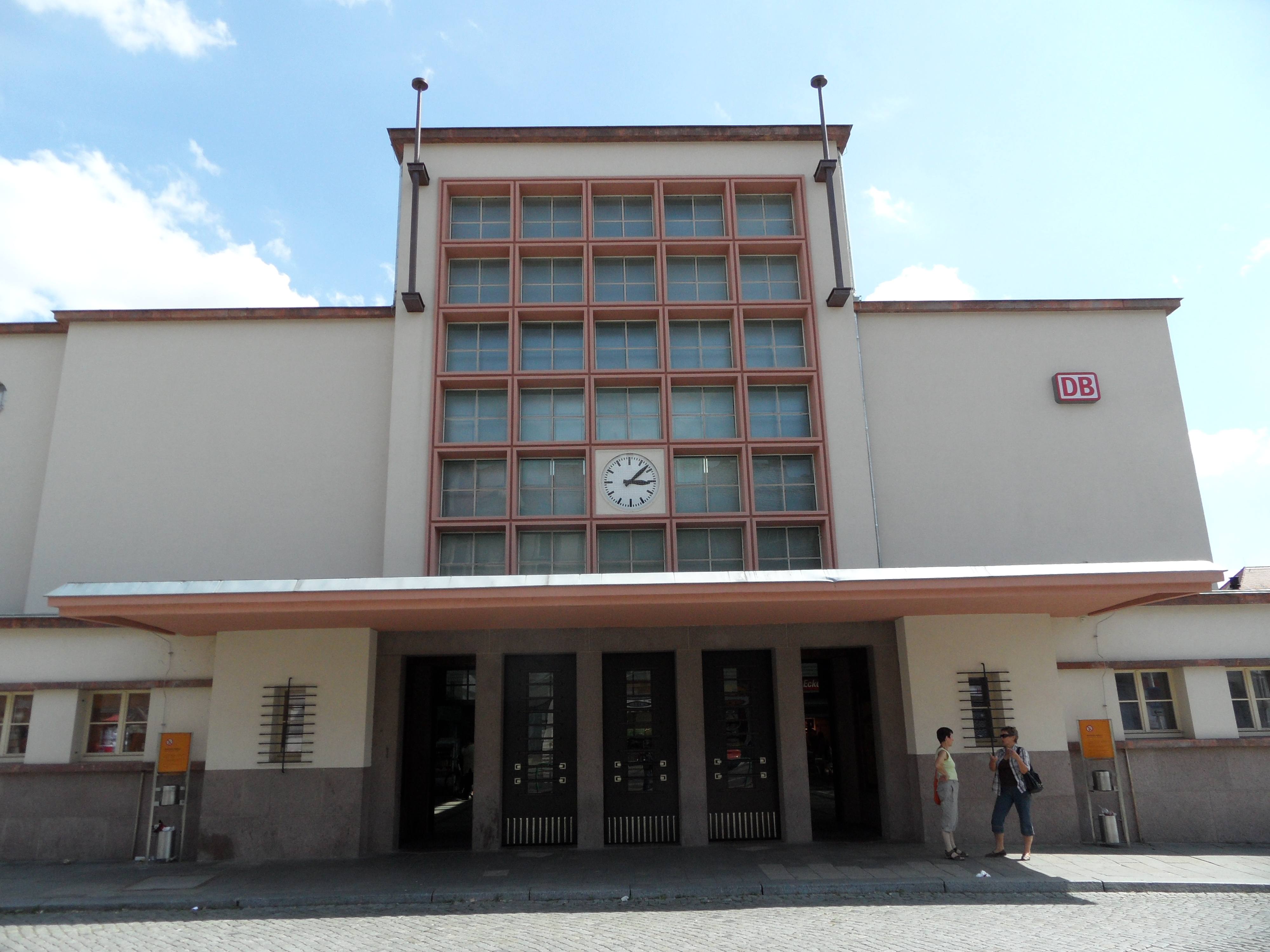
Dettaglio dell'ingresso
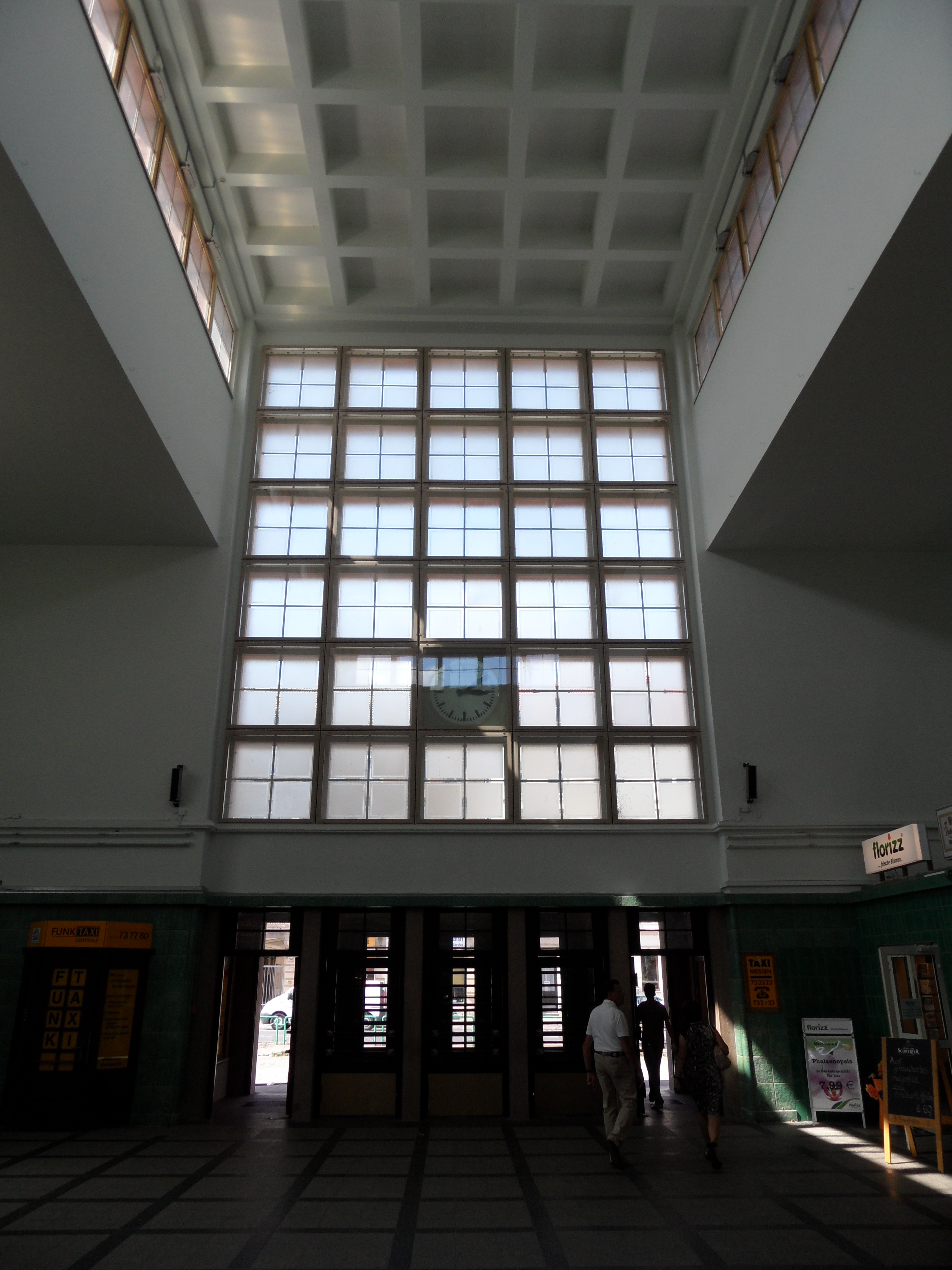
L'atrio principale